# Sommerach
Sommerach est une commune allemande située en Bavière.

## Jumelage
- Dizy (Marne) (France)